# Филипини на Светском првенству у атлетици на отвореном 2017.
Филипини су учествовали на Светском првенству у атлетици на отвореном 2017. одржаном у Лондону од 4. до 13. августа петнаести пут. Репрезентацију Филипина представљао је један такмичар који се такмичио у трци на 400 метара са препонама.
На овом првенству такмичар Филипина није освојио ниједну медаљу нити остварио неки резултат.

## Учесници
Мушкарци:
- Ерик Креј — 400 м препоне

## Резултати

### Мушкарци
| Атлетичар | Дисциплина    | Лични рекорд | Квалификације   | Квалификације   | Полуфинале           | Полуфинале           | Финале               | Финале               | Детаљи |
| Атлетичар | Дисциплина    | Лични рекорд | Резултат        | Место           | Резултат             | Место                | Резултат             | Место                | Детаљи |
| --------- | ------------- | ------------ | --------------- | --------------- | -------------------- | -------------------- | -------------------- | -------------------- | ------ |
| Ерик Креј | 400 м препоне | 49,12 НР     | Дисквалификован | Дисквалификован | Није се квалификовао | Није се квалификовао | Није се квалификовао | Није се квалификовао |        |